# Guarda Real dos Archeiros
A Guarda Real dos Archeiros - ou abreviadamente Guarda Real - constituiu a guarda palaciana dos Monarcas Portugueses, desde o século XVI até ao final da Monarquia em Portugal em 1910. Os seus membros estavam armados com alabardas, sendo por isso o corpo também designado Guarda Real dos Alabardeiros.
A Guarda Real dos Archeiros transformou-se numa guarda essencialmente cerimonial, sendo a segurança efetiva dos Monarcas e da Família Real assegurada por unidades regulares do Exército Português, sendo alguns regimentos de elite selecionados para esta função.

## História
Antes da existência da Guarda Real dos Archeiros, o rei D. João II havia criado a Guarda de Ginetes, um corpo de cavalaria ligeira (ginetes) encarregue de assegurar a sua proteção. O rei D. Manuel I manteve a Guarda de Ginetes, estabelecendo que a mesma seria composta de 200 elementos. A Guarda de Ginetes foi aparentemente descontinuada no tempo do rei D. João III, sabendo-se que este monarca passeava por locais públicos com pouca ou nenhuma segurança.
A Guarda Real dos Archeiros foi criada pelo rei D. Sebastião, como uma companhia de alabardeiros a pé, sendo todos os seus membros portugueses e tendo como seu primeiro capitão Francisco de Sá de Meneses, conde de Matosinhos.
Em 1580, Filipe II de Espanha assumiu a Coroa de Portugal, estabelecendo a União Ibérica e nomeando o arquiduque Alberto da Áustria como vice-Rei de Portugal, com residência em Lisboa. O arquiduque Alberto manteve a Guarda Real dos Archeiros, mas acrescentou-lhe uma segunda companhia, constituída por archeiros alemães. A Guarda — com as companhias Portuguesa e Alemã — foi mantida pelos seguintes vice-reis, sendo usada essencialmente na proteção destes, uma vez que os próprios reis não residiam em Portugal.
No século XVI, outras guardas semelhantes foram criadas em Portugal, respetivamente pela Universidade de Coimbra e pelos duques de Bragança. A primeira — ainda hoje existente — era responsável pela polícia da universidade e da cidade de Coimbra, sendo a segunda responsável pela guarda ducal.
No 1º de dezembro de 1640, a independência de Portugal foi restaurada, tornando-se, o duque de Bragança, Rei de Portugal como D. João IV. D. João IV manteve a Guarda Real dos Archeiros com as companhias Portuguesa e Alemã, mas acrescentando-lhe a nova Companhia do Príncipe, formada a partir da sua anterior guarda ducal de archeiros.
A Guarda Real dos Archeiros acabou por se tornar gradualmente numa guarda cerimonial e palaciana. A proteção militar dos Monarcas e Família Real passou a ser assegurada por unidades do Exército e da Armada. Como em Portugal nunca existiram unidades militares com a função específica de guarda real — exceto entre 1842 e 1855, em que existiu o Regimento de Granadeiros da Rainha com essa função — a segurança real era assegurada por unidades militares regulares, sendo alguns regimentos de elite preferidos para tal função.
A Guarda Real acompanhou a transferência da Família Real para o Brasil em 1807. Quando em 1822, foi declarada a independência do Brasil, o Imperador D. Pedro I criou a Guarda Imperial dos Arqueiros, inspirada na Guarda portuguesa.
Por Decreto de 28 de agosto de 1833, as três companhias da Guarda Real dos Archeiros foram fundidas numa única só, constituída apenas por portugueses. A Guarda existiu até ao final da Monarquia em 5 de outubro de 1910.

## Galeria
- Guarda Real dos Archeiros à entrada do Mosteiro dos Jerónimos, inícios do século XX.
- O marquês do Faial, comandante da Guarda Real dos Archeiros, a cavalo no funeral do rei D. Carlos I e do príncipe D. Luís Filipe, 1908
- Archeiros à entrada do Palácio das Cortes, aguardando a chegada do rei D. Manuel II para a sessão de abertura do parlamento, 1908.
- Archeiros nas escadarias da Sé de Lisboa, 1909
- Figurinos de capitães e soldados das guardas de archeiros portuguesa e brasileira, Uniformes do Exército Brasileiro de Gustavo Barroso.
- Libré usado pelos membros da Guarda Real dos Archeiros, Museu Nacional dos Coches.